# 사랑스러운 맥시모 올리베로스
사랑스러운 맥시모 올리베로스(Ang Pagdadalaga Ni Maximo Oliveros, The Blossoming Of Maximo Oliveros)는 필리핀에서 제작된 아우라에우스 솔리토 감독의 2005년 코미디, 드라마 영화이다. 나단 로페즈 등이 주연으로 출연하였다.

## 출연

### 주연
- 나단 로페즈
- 솔리만 크루즈

### 조연
- 닐 라이언 세세

## 제작진
- Line PD: 레이몬드 리
- Line PD: 미치코 야마모토
- 원안각본: 미치코 야마모토